# پائولا (کانزاس)
پائولا (به انگلیسی: Paola) شهری در ایالت کانزاس کشور ایالات متحده آمریکا است که جمعیت آن در سرشماری سال ۲۰۱۰ میلادی، ۵٬۶۰۲ نفر بوده‌است.